# Hassani Dotson
Hassani Dotson Stephenson (Seattle, 6 de agosto de 1997) es un futbolista profesional estadounidense que juega como mediocampista en Minnesota United de la Major League Soccer.

## Trayectoria

### Carrera universitaria
Dotson asistió a la Universidad Estatal de Oregón, donde jugó fútbol universitario durante cuatro años desde 2015 hasta 2018, hizo 72 apariciones, marcó cinco goles y sumó tres asistencias. En su último año fue incluido en el Segundo Equipo de Entrenadores de United Soccer de la Región All-Far West, fue incluido en el Segundo Equipo de la Pacific-12 Conference y recibió una Mención de Honor Académica de la Conferencia Pac-12.
Mientras estaba en la universidad, Dotson también jugó en la Premier Development League con Washington Crossfire y Lane United FC.

### Carrera profesional
El 11 de enero de 2019, Dotson fue seleccionado en el puesto 31 en el SuperDraft de la MLS 2019 por Minnesota United. Firmó con Minnesota el 16 de febrero de 2019, hizo su debut profesional el 2 de marzo de ese año contra los Vancouver Whitecaps y anotó su primer gol el 2 de junio contra Philadelphia Union.
En junio de 2021, Dotson firmó un contrato de tres años con Minnesota United.

## Carrera internacional
Dotson fue miembro de la selección sub-23 de Estados Unidos en 2019, jugando en varios amistosos. En 2020, fue incluido en la lista sub-23 de Estados Unidos para el Campeonato de Clasificación Olímpica Masculina de CONCACAF 2020, aunque todos los juegos se pospusieron justo antes de que comenzaran en marzo de 2020 debido a la pandemia de COVID-19. Cuando se reanudaron las eliminatorias en marzo de 2021, estaba nuevamente en el equipo, comenzando en el primer juego.

## Vida personal
Dotson está comprometido con la croata Petra Vuckovic, a quien conoció cuando estaba en la universidad. Le propuso matrimonio en el campo después de un juego, un momento ampliamente compartido en las redes sociales.

## Clubes
| Club                 | País           | Año             |
| -------------------- | -------------- | --------------- |
| Washington Crossfire | Estados Unidos | 2016            |
| Lane United          | Estados Unidos | 2017-2018       |
| Minnesota United     | Estados Unidos | 2019-Actualidad |